# Мартинрода (Фаха)
Мартинрода (нем. Martinroda) — община в Германии, в земле Тюрингия.
Входит в состав района Вартбург. Подчиняется управлению Фаха. Население составляет 274 человека (на 31 декабря 2010 года). Занимает площадь 6,30 км².